# Trayvon Bromell
Trayvon Jaquez Bromell (St. Petersburg, 10 luglio 1995) è un velocista statunitense, campione mondiale indoor dei 60 metri piani a Portland 2016.
È stato il primo atleta under 20 della storia ad abbattere la barriera dei 10 secondi sui 100 metri piani, facendo registrare il tempo di 9"97 il 13 giugno 2014 a Eugene.
Con il tempo di 9"76, realizzato il 18 settembre 2021 a Nairobi, occupa il sesto posto nella top-list degli atleti più veloci di sempre nei 100 metri piani, a pari merito con i connazionali Christian Coleman e Fred Kerley.

## Biografia
Il 29 marzo 2014, durante le Texas Relays disputate a Austin in Texas, corre i 100 m in 10"01 eguagliando il record mondiale juniores. Concluso il meeting viene nominato come miglior atleta dell'intera competizione. L'ultimo atleta della Baylor, l'università frequentata da Bromell, a ricevere lo stesso premio fu Michael Johnson, 24 anni prima.
Il 13 giugno dello stesso anno, durante le semifinali dei campionati NCAA di atletica leggera all'aperto tenutisi a Eugene, nell'Oregon, copre i 100 m in 9"92, nuovo record mondiale under 20. Tuttavia non viene registrato come tale perché la velocità del vento (+2,2 m/s) era superiore al massimo consentito (+2,0 m/s). Il giorno seguente, nella finale dei 100 m, vince la gara facendo segnare il tempo di 9"97 con vento a favore di +1,8 m/s, che gli permette di registrare il nuovo record mondiale di categoria. Bromell è la prima matricola a vincere i 100 m ai campionati NCAA dopo Walter Dix, nel 2005.
Nel luglio del 2014 partecipa ai Mondiali juniores, dove vince l'argento nei 100 m piani e l'oro nella staffetta 4×100 m. Nel 2015, durante i Trials statunitensi, corre i 100 m in 9"84, entrando, insieme al canadese Donovan Bailey, nella classifica dei dieci atleti più veloci del mondo sulla distanza. Il 23 agosto dello stesso anno vince la sua prima medaglia mondiale, piazzandosi terzo nei 100 m insieme al canadese Andre De Grasse, alle spalle di Usain Bolt e Justin Gatlin, con il tempo di 9"92.
L'anno successivo vince i 60 m piani ai Mondiali indoor di Portland 2016 con il tempo di 6"47, suo primato personale.

## Progressione

### 100 metri piani
| Stagione | Tempo | Luogo      | Data      | Rank. Mond. |
| -------- | ----- | ---------- | --------- | ----------- |
| 2023     | 10"02 | Eugene     | 7-7-2023  |             |
| 2022     | 9"81  | Eugene     | 24-6-2022 | 2º          |
| 2021     | 9"76  | Nairobi    | 18-9-2021 | 1º          |
| 2020     | 9"90  | Clermont   | 24-7-2020 | 2º          |
| 2019     | 10"54 | Montverde  | 6-7-2019  |             |
| 2017     | 10"22 | Sacramento | 22-6-2017 | 140º        |
| 2016     | 9"84  | Eugene     | 3-7-2016  | 3º          |
| 2015     | 9"84  | Eugene     | 25-6-2015 | 4º          |
| 2014     | 9"97  | Eugene     | 13-6-2014 | 13º         |
| 2013     | 10"14 | Charlotte  | 25-4-2013 |             |
| 2012     | 10"40 | Orlando    | 26-5-2012 |             |

### 200 metri piani
| Stagione | Tempo | Luogo        | Data      | Rank. Mond. |
| -------- | ----- | ------------ | --------- | ----------- |
| 2022     | 20"55 | Waco         | 22-4-2022 |             |
| 2021     | 20"20 | Jacksonville | 31-5-2021 |             |
| 2020     | 21"01 | Clermont     | 25-7-2020 |             |
| 2016     | 20"30 | Waco         | 9-4-2016  | 43º         |
| 2015     | 20"03 | Eugene       | 10-6-2015 | 15º         |
| 2014     | 20"59 | Waco         | 19-4-2014 | 122º        |
| 2013     | 20"91 | Greensboro   | 16-6-2013 |             |
| 2012     | 21"01 | Jacksonville | 4-5-2012  |             |

## Palmarès
| Anno | Manifestazione  | Sede           | Evento      | Risultato  | Prestazione | Note                                             |
| ---- | --------------- | -------------- | ----------- | ---------- | ----------- | ------------------------------------------------ |
| 2014 | Mondiali U20    | Eugene         | 100 m piani | Argento    | 10"28       |                                                  |
| 2014 | Mondiali U20    | Eugene         | 4×100 m     | Oro        | 38"70       | Miglior prestazione mondiale stagionale under 20 |
| 2015 | Mondiali        | Pechino        | 100 m piani | Bronzo     | 9"92        |                                                  |
| 2015 | Mondiali        | Pechino        | 4×100 m     | Finale     | dq          |                                                  |
| 2016 | Mondiali indoor | Portland       | 60 m piani  | Oro        | 6"47        | Miglior prestazione personale                    |
| 2016 | Giochi olimpici | Rio de Janeiro | 100 m piani | 8º         | 10"06       |                                                  |
| 2016 | Giochi olimpici | Rio de Janeiro | 4×100 m     | Finale     | dq          |                                                  |
| 2021 | Giochi olimpici | Tokyo          | 100 m piani | Semifinale | 10"00       |                                                  |
| 2021 | Giochi olimpici | Tokyo          | 4×100 m     | Batteria   | 38"10       |                                                  |
| 2022 | Mondiali        | Eugene         | 100 m piani | Bronzo     | 9"88        | (.876)                                           |

## Altre competizioni internazionali
2021
- Oro al London Grand Prix ( Gateshead), 100 m piani - 9"98

2022
- Oro al Prefontaine Classic ( Eugene), 100 m piani - 9"93
- Oro al Kamila Skolimowska Memorial ( Chorzów), 100 m piani - 9"95
- Oro al Weltklasse Zürich ( Zurigo), 100 m piani - 9"94
- Vincitore della Diamond League nella specialità dei 100 m piani

2025
- Oro al Golden Gala Pietro Mennea ( Roma), 100 m piani - 9"84
- Bronzo al Prefontaine Classic ( Eugene), 100 m piani - 9"94